# Latrobe, Pennsylvania
Latrobe är en stad (city) i Westmoreland County i delstaten Pennsylvania. Banana split uppfanns i Latrobe. Enligt 2010 års folkräkning hade Latrobe 8 338 invånare.

## Kända personer från Latrobe
- Arnold Palmer, golfspelare